# Пичховани
Пичховани (груз. ფიჩხოვანი, осет. Пыхсджын) — селение в Ахметском муниципалитете, Кахетия, Грузия.

## География
Расположено к северу от райцентра города Ахмета.
Ближайшие сёла: на севере — Халацани, на юге — Земо-Алвани и Квемо-Алвани, на востоке — Маграани, на западе — Корети.

## Население
- Грузины (кахетинцы) 51,4 %,
- Осетины 48,3 %,
- Азербайджанцы, езиды 0,3 %.